# Elrosa
Elrosa – miasto w Stanach Zjednoczonych, w stanie Minnesota, w hrabstwie Stearns.